# Ascorhynchus petilus
Ascorhynchus petilus är en havsspindelart som beskrevs av Child, C.A. 1996. Ascorhynchus petilus ingår i släktet Ascorhynchus och familjen Ammotheidae. Inga underarter finns listade i Catalogue of Life.